# Pantoclis obscuripes
Pantoclis obscuripes är en stekelart som beskrevs av Jean-Jacques Kieffer 1907. Pantoclis obscuripes ingår i släktet Pantoclis, och familjen hyllhornsteklar. Arten är reproducerande i Sverige.